# Amale (catch)
Pour les articles homonymes, voir DIB et Winchester.
Amale Dib (née le 19 juin 1993 à Béziers) est une catcheuse (lutteuse professionnelle) française. Elle travaille actuellement à la Westside Xtreme Wrestling, sous le nom d'Amale.
Elle est aussi connue pour son travail à la World Wrestling Entertainment (2019-2022), dans la division NXT UK.
Elle commence sa carrière en France dans des petites fédérations. En 2019, elle commence à travailler en Allemagne à la wXw, où elle devient championne de la wXw. Fin 2019, la WWE l'engage et elle fait des apparitions dans NXT UK tout en continuant à lutter en Europe.

## Jeunesse
Amale Dib grandit à Béziers. Elle poursuit ses études à l'université et passe le concours de professeur des écoles en 2016. Elle est ensuite professeure des écoles à l’école maternelle d’Auneuil. Fin 2019, elle fait l'objet de plusieurs reportages télévisée notamment dans le magazine Stade 2. Après ces reportages, les parents d'élève de l'école maternelle d'Auneuil se mobilisent car Amale Dib est souvent en arrêt maladie,. L'inspection académique décide alors de titulariser un professeur remplaçant en lieu et place d'Amale.

## Carrière de catcheuse

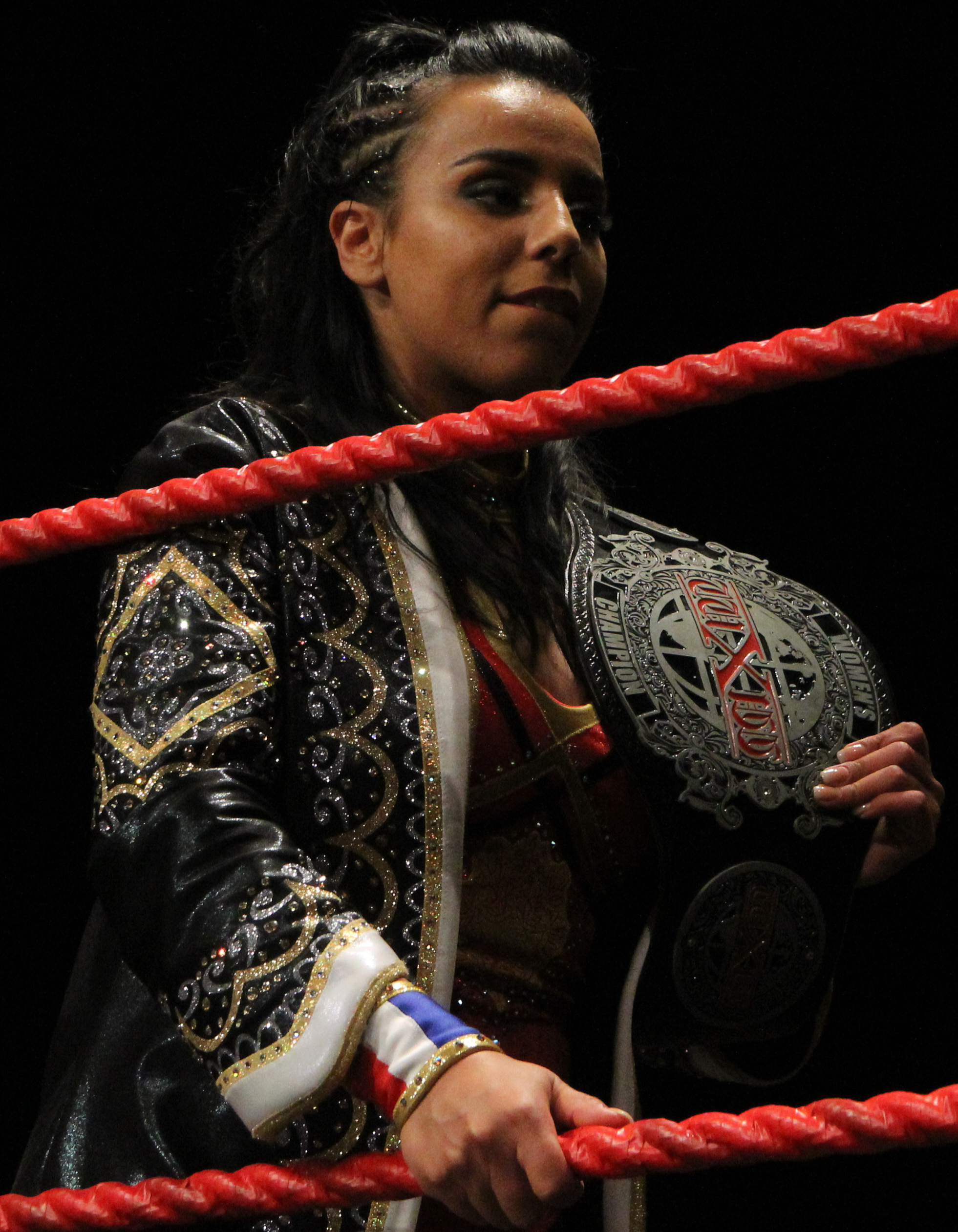
Amale tenant à la main la ceinture de championne féminine de la Westide Xtreme Wrestling.

### Débuts (2012-2019)
Au début des années 2010, Amale Dib participe à un camp d'entraînement de l'école Catch ConneXion où le promoteur de la Tigers Pro Wrestling, une petite promotion de catch située à Rognes, la repère. Il lui propose de continuer son apprentissage dans son école de catch et fait ses débuts sur le ring le 1er juillet 2012 sous le nom d'Amale Winchester,.
Elle remporte son premier titre le 26 juin 2016 à l'European Catch Tour Association (ECTA), une petite fédération de catch du Nord-Pas de Calais. Ce jour-là, elle bat Chanel et Lady Lory pour devenir championne féminine de l'ECTA. Elle garde ce titre jusqu'à la fermeture de cette fédération fin 2017. Deux mois plus tard, elle ajoute le championnat féminin de la Fédération française de catch professionnel (FFCP) à son palmarès en battant Pauline.
À l'été 2017, elle part en Californie où elle lutte à la Championship Wrestling from Hollywood et à l'Alternative Wrestling Show,,.

### westside Xtreme wrestling(2019-2024)
Le 30 mars à wXw 16 Carat Gold Revenge, elle fait ses débuts à la Westside Xtreme Wrestling, dispute son premier match aux côtés de Baby Allison et ensemble, les deux catcheuses battent Killer Kelly et Yuu. Le 1er juin à wXw Superstars of Wrestling 2019, elle devient la nouvelle championne de la wXw en battant Toni Storm, Killer Kelly et Valkyrie dans un Fatal 4-Way match et remporte le titre pour la première fois de sa carrière. 
Le 4 août à Shortcut to the Top, elle retire le nom Winchester, garde son surnom, perd face à la catcheuse néo-zélandaise par disqualification pour avoir giflé l'arbitre, mais conserve son titre.
Le 25 septembre 2021, en raison du fait qu'elle travaille à la World Wrestling Entertainment, le nouveau directeur sportif de la compagnie, Francis Kaspin, annonce officiellement qu'elle est contrainte d'abandonner la ceinture, ce qui met fin à un règne de 847 jours.

### World Wrestling Entertainment(2019-2022)
En novembre 2018, Amale Winchester participe avec d'autres catcheurs à un camp d'entrainement de la World Wrestling Entertainment (WWE) en Allemagne. Le 16 novembre 2019, elle participe aux enregistrements de  NXT UK où elle perd son combat face à Jinny.
Le 13 août 2020, la WWE engage Amale qui rejoint NXT UK. Elle enchaîne les défaites durant ses apparitions avant de vaincre Xia Brookside (en) le 20 mai 2021,. Le 15 juillet, elle ne parvient pas à battre Meiko Satomura (en) dans un match pour le championnat féminin de NXT UK.
Le 18 août 2022, elle remporte un combat face à Nina Samuels. Il s'agit de sa dernière apparition télévisée à la WWE qui met fin à son contrat le même jour dans le cadre d'une refonte de NXT UK.

## Palmarès

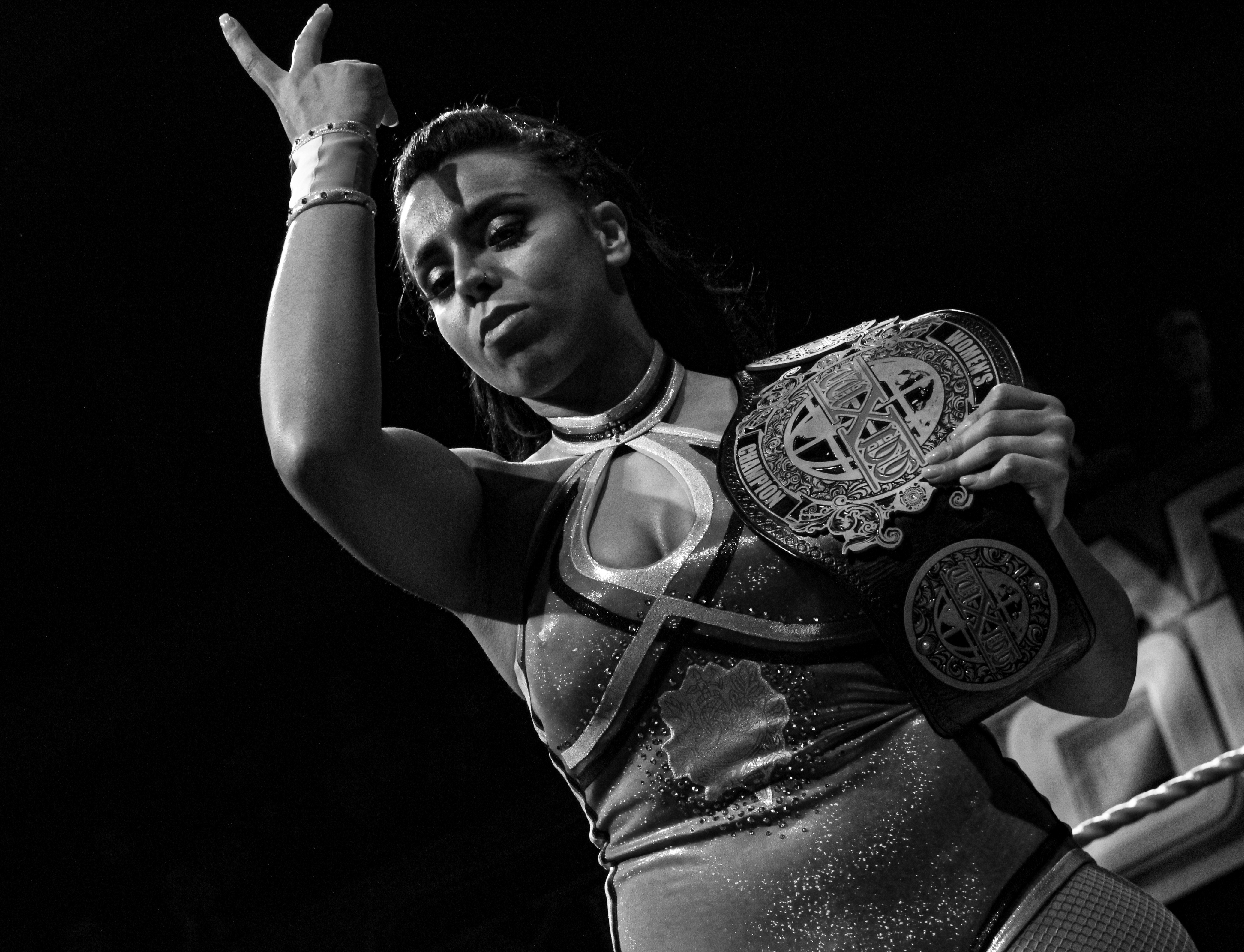
Amale avec la ceinture de championne de la wXw.

- European Catch Tour Association (ECTA)
  - 1 fois championne de l'ECTA[7]
- Fédération française de catch professionnel (FFCP)
  - 1 fois championne de la FFCP [8]
- westside Xtreme wrestling (wXw)
  - 1 fois championne de la wXw [23]
- WrestlingKULT
  - 1 fois championne Women of KULT[24]

## Récompenses des magazines
- Pro Wrestling Illustrated

| Année | 2020 | 2021 à 2022 | 2023 |
| ----- | ---- | ----------- | ---- |
| Rang  | 51   | Non classée | 246  |